# John Nichol (Biograph)

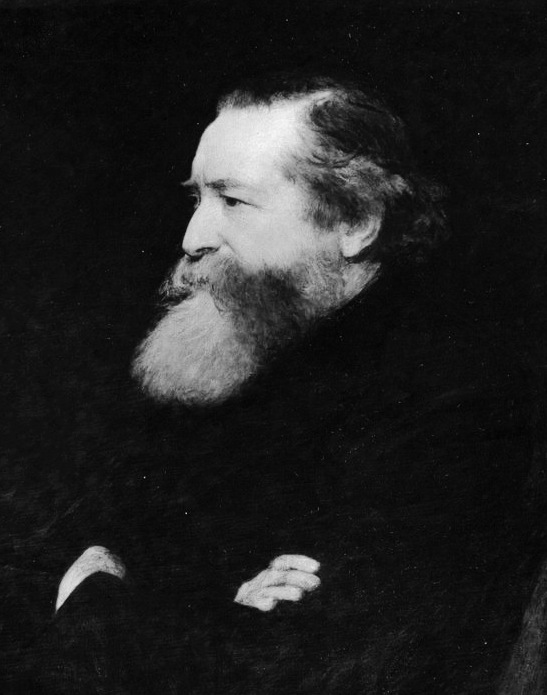
John Nichol fotografiert von William Quiller Orchardson 1891

John Nichol (* 8. September 1833 in Montrose, Forfarshire; † 11. Oktober 1894 in London) war ein schottischer Literaturwissenschaftler und Autor. Er wurde 1862 erster Regius Professor of English Language and Literature an der University of Glasgow und hielt den Lehrstuhl bis 1889.

## Leben
Nichol war der einzige Sohn des Pfarrers und Astronomen John Pringle Nichol (1804–1859) und dessen erster Frau, Jane Tullis (1809–1850). 1836 zog die Familie nach Glasgow, als der Vater zum Regius Professor of Astronomy an die University of Glasgow berufen wurde. Der junge Nichol lernte durch die Bekanntschaften seines Vaters mit viele prominente Persönlichkeiten kennen, darunter John Stuart Mill und Thomas De Quincey.
Von 1842 bis 47 besuchte er die Western Academy, eine damals neuartige Schule, in der Kinder nicht körperlich gezüchtigt wurden. Nichol selbst scheint aber an dieser Schule unter Mobbing gelitten zu haben und mochte die Schule nicht. 1845 bis 46 besuchte er einige Vorlesungen der Naturgeschichte an der Universität und wurde 1848 als Student eingeschrieben. Unter seinen Professoren waren auch bekannte Namen wie Robert Williams Buchanan, bei dem Nichol Rhetorik lernte. In seiner Studentenzeit freundete er sich mit John Service, Henry Crosskey und Edward Caird an. Die Freundschaft würde das ganze Leben halten. Mit einem Stipendium der Snell Exhibition für die besten Studenten des Jahrgangs an der University of Glasgow wechselte Nichol an das Balliol College der University of Oxford und schloss dort sein Studium der Greats 1859 ab.
Wenige Monate nach seinem Abschluss verstarb Nichols Vater. Nichol folgte dem Wunsch seines Vaters und er wurde am 12. November 1859 Mitglied der Anwaltskammer Gray’s Inn. Er scheint aber nie eine Zulassung zu Gericht erhalten haben. Nach Abschluss seines B.A. weigerte er sich die Prüfung zum Master (M.A.) zu absolvieren. Bis 1873 blieb er in Oxford, wo er sich erfolgreich auf das „philosophische Coaching der Greats“ konzentrierte. Allerdings zeigte er schon 1859 Interesse an einem schottischen Lehrstuhl, als er sich um den Lehrstuhl für Logik und Englische Literatur an der University of St Andrews bewarb.
Im April 1862 wurde Nichal auf die neugeschaffene Regius-Professur in Glasgow berufen.  Er erwarb sich schnell den Ruf eines inspirierenden Dozenten und schloss sich der Dialectic Society an. Amerikanische Literatur begeisterte ihn und so veröffentlichte er 1882 sein bahnbrechendes Buch American Literature: An Historical Sketch, 1620 to 1880.
1889 zog sich Nichol von seinem Lehrstuhl zurück. Sein Nachfolger wurde Andrew Cecil Bradley.

## Ehrungen
Im Andenken an ihren Bruder stiftete Lucy Jack 1895 den John-Nichol-Memorial-Price. 1891 wurde ein Porträt Nichols an die Universität übergeben und ein Fenster in der Bute Hall wurde ihm gewidmet. Die University of St Andrews ehrte ihn mit einem Ehrendoktor, LL.D.

## Bibliographie
- 1860 Fragments of Criticism
- 1879 Byron - A Biography
- 1882 American Literature: An Historical Sketch, 1620 to 1880
- 1892 Thomas Carlyle - A Biography
- The Complete Songs of Robert Burns
- Edinburgh illustrated edition of the poems and songs of Robert Burns complete
- Francis Bacon, his life and philosophy